# LWL-Universitätsklinik Hamm
Die LWL-Universitätsklinik Hamm ist ein psychiatrisches Krankenhaus in Hamm, Nordrhein-Westfalen. Schwerpunkte sind Kinder- und Jugendpsychiatrie, Psychotherapie und Psychosomatik. Träger ist der Landschaftsverband Westfalen-Lippe. Das Haus zählt zum Universitätsklinikum der Ruhr-Universität Bochum.

## Geschichte
Der Vorläufer der Einrichtung befand sich 1951 in Marsberg, dann ab 1952 in Gütersloh. Die Leitung hatte bis 
1960 die Kinder- und Jugendpsychiaterin Elisabeth Hecker. Später stellte sich heraus, dass sie in der Zeit des Nationalsozialismus am Kindermord beteiligt gewesen war.
Das Haus in Hamm wurde 1965 eröffnet.

## Einrichtung
Die LWL-Universitätsklinik Hamm ist eine der größten Fachkliniken für Kinder- und Jugendpsychiatrie in Deutschland. Hier werden Kinder und Jugendliche mit psychiatrischen Problemen, starken Verhaltensauffälligkeiten oder psychosomatischen Symptomen im Alter von fünf bis 18 Jahren behandelt.
Dafür stehen 110 vollstationäre und 68 tagesklinische Behandlungsplätze in den sechs Tageskliniken in Hamm, Rheda-Wiedenbrück, Bergkamen, Gütersloh, Warendorf und Soest mit daran angrenzenden sechs Ambulanzen zur Verfügung. Für die Rehabilitation junger Drogenabhängiger bestehen 20 Plätze. Beratungsangebote werden auch in türkischer, russischer oder englischer Sprache angeboten.
Neben der LWL-Universitätsklinik für Psychiatrie in Bochum ist sie die zweite Hochschulklinik im LWL-Psychiatrieverbund. 